# Ligne Saitama Railway
La ligne Saitama Railway (埼玉高速鉄道線, Saitama Kōsoku Tetsudō sen) est l'unique ligne de la compagnie Saitama Railway Corporation au Japon. Elle relie la gare d'Akabane-Iwabuchi à Tokyo et la gare d'Urawa Misono à Saitama. La ligne a été mise en service en mars 2001 à l'occasion de la coupe du monde de football de 2002 et est longue de 14,6 km avec huit gares.

## Interconnexions
La ligne est interconnectée à Akabane-Iwabuchi avec la ligne Namboku du Tokyo Metro.

## Gares
| Numéro | Station           | Nom japonais | Distance (km) | Correspondances                        | Localisation | Localisation          |
| ------ | ----------------- | ------------ | ------------- | -------------------------------------- | ------------ | --------------------- |
| SR19   | Akabane-Iwabuchi  | 赤羽岩淵     | 0             | Tokyo Metro : Namboku (interconnexion) | Kita         | Tokyo                 |
| SR20   | Kawaguchi Motogō  | 川口元郷     | 2,4           |                                        | Kawaguchi    | Préfecture de Saitama |
| SR21   | Minami Hatogaya   | 南鳩ヶ谷     | 4,3           |                                        | Kawaguchi    | Préfecture de Saitama |
| SR22   | Hatogaya          | 鳩ヶ谷       | 5,9           |                                        | Kawaguchi    | Préfecture de Saitama |
| SR23   | Araijuku          | 新井宿       | 7,5           |                                        | Kawaguchi    | Préfecture de Saitama |
| SR24   | Tozuka Angyō      | 戸塚安行     | 10,0          |                                        | Kawaguchi    | Préfecture de Saitama |
| SR25   | Higashi-Kawaguchi | 東川口       | 12,2          | JR East : Musashino                    | Kawaguchi    | Préfecture de Saitama |
| SR26   | Urawa Misono (ja) | 浦和美園     | 14,6          |                                        | Saitama      | Préfecture de Saitama |

## Matériel roulant
La ligne Saitama Railway est parcourue par les trains des compagnies Saitama Railway, Tokyo Metro et Tōkyū.

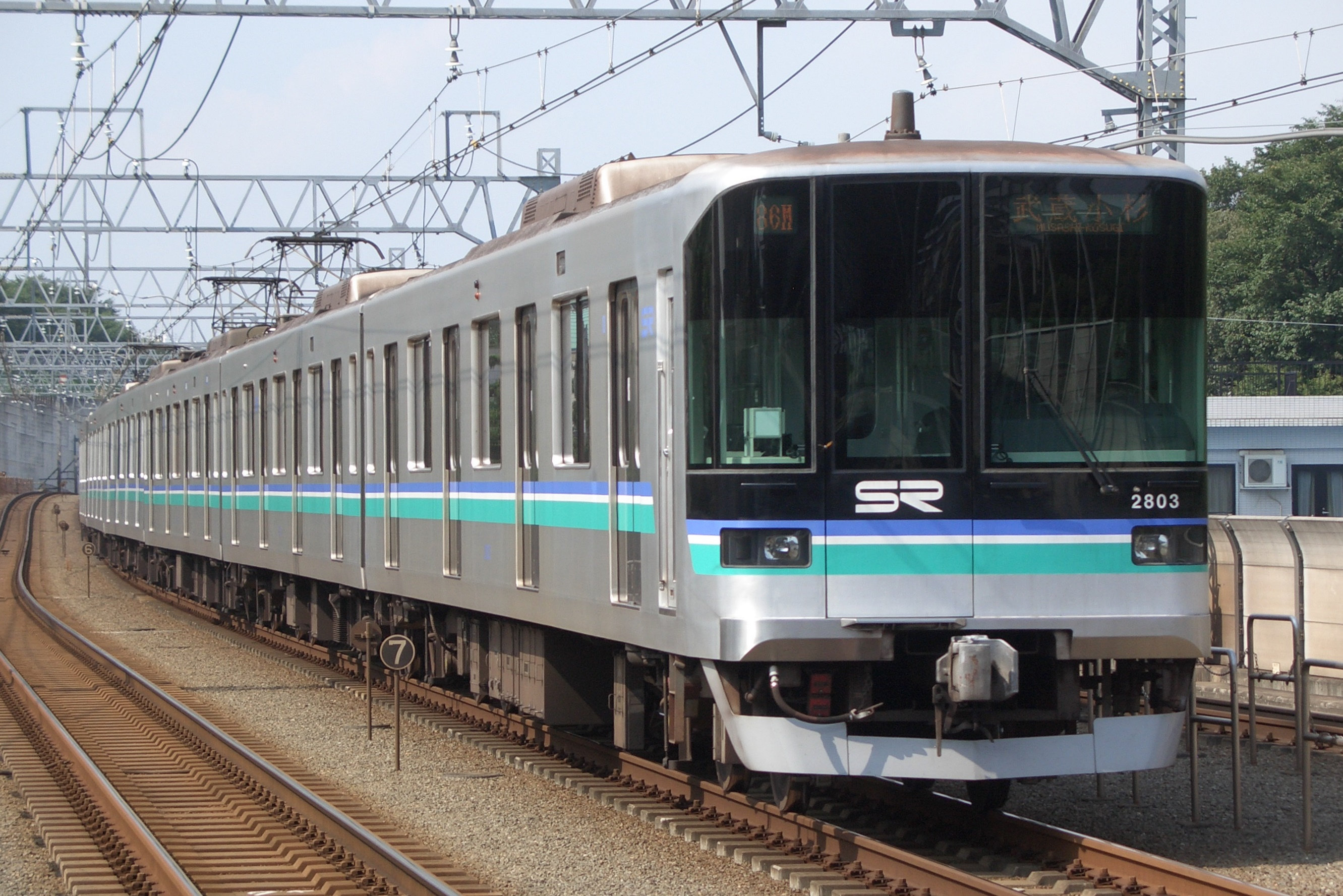
Saitama Rapid Railway série 2000
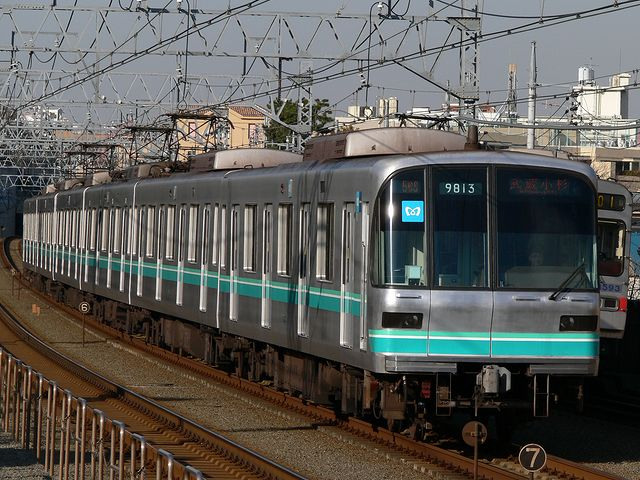
Tokyo Metro série 9000
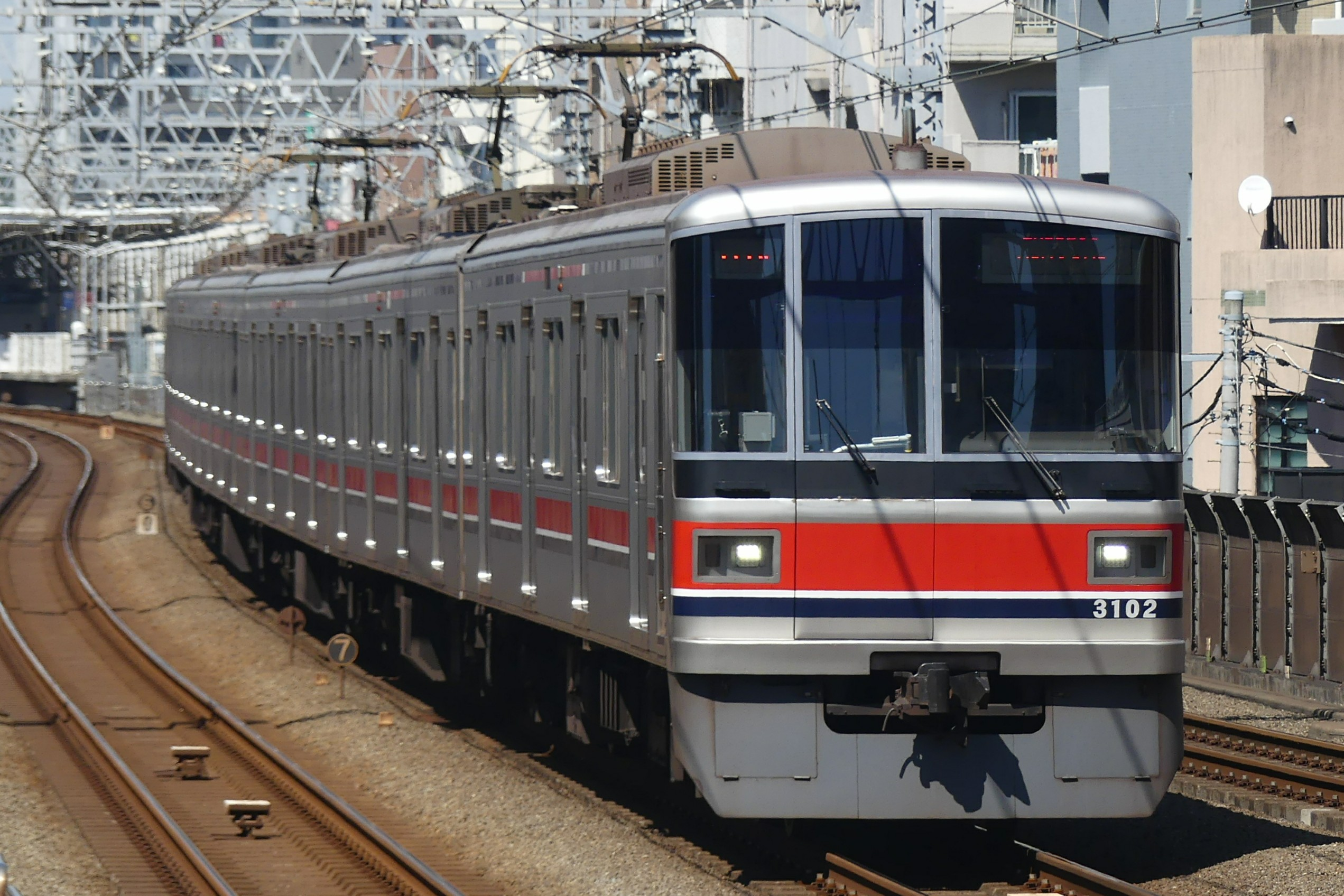
Tōkyū série 3000
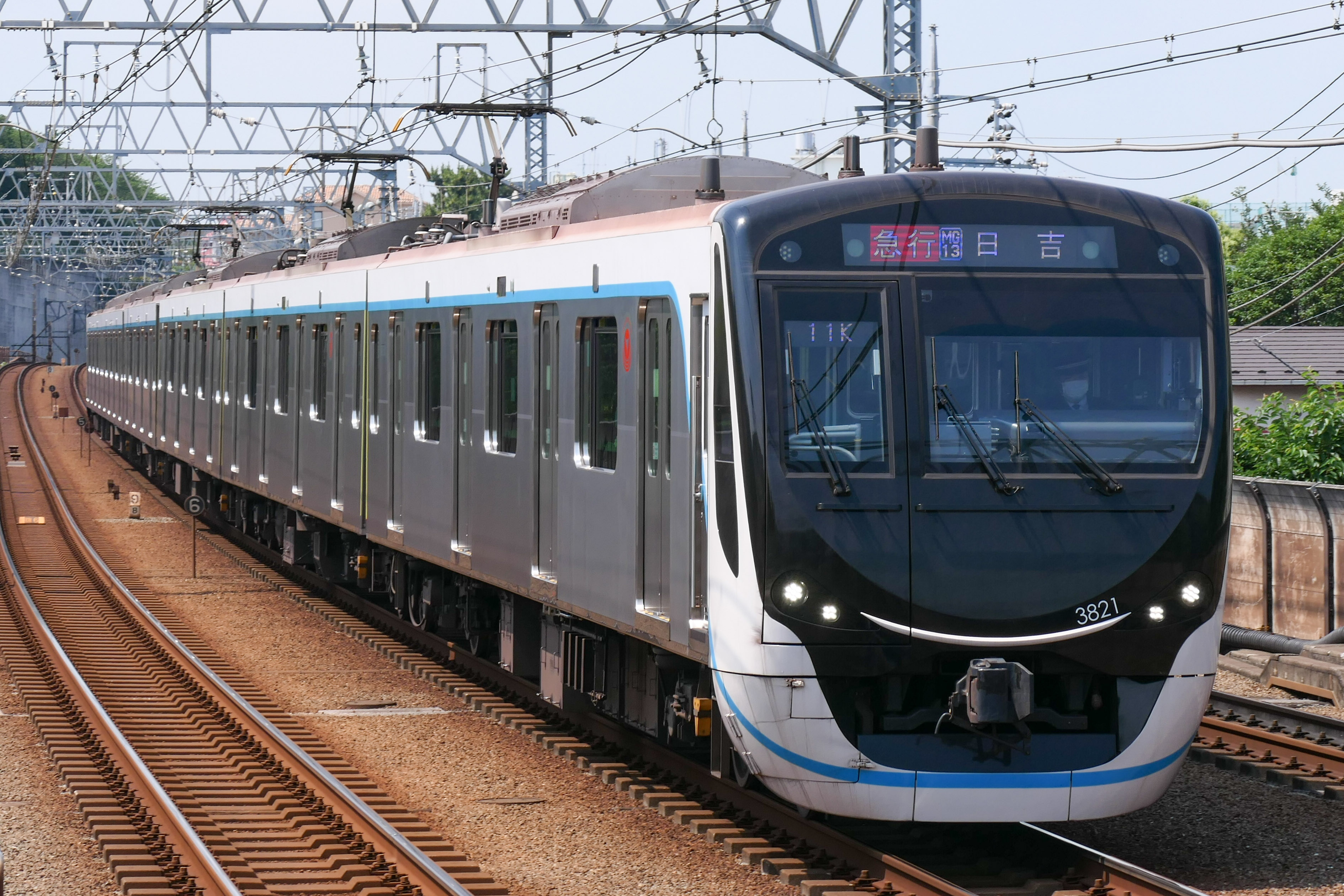
Tōkyū série 3020
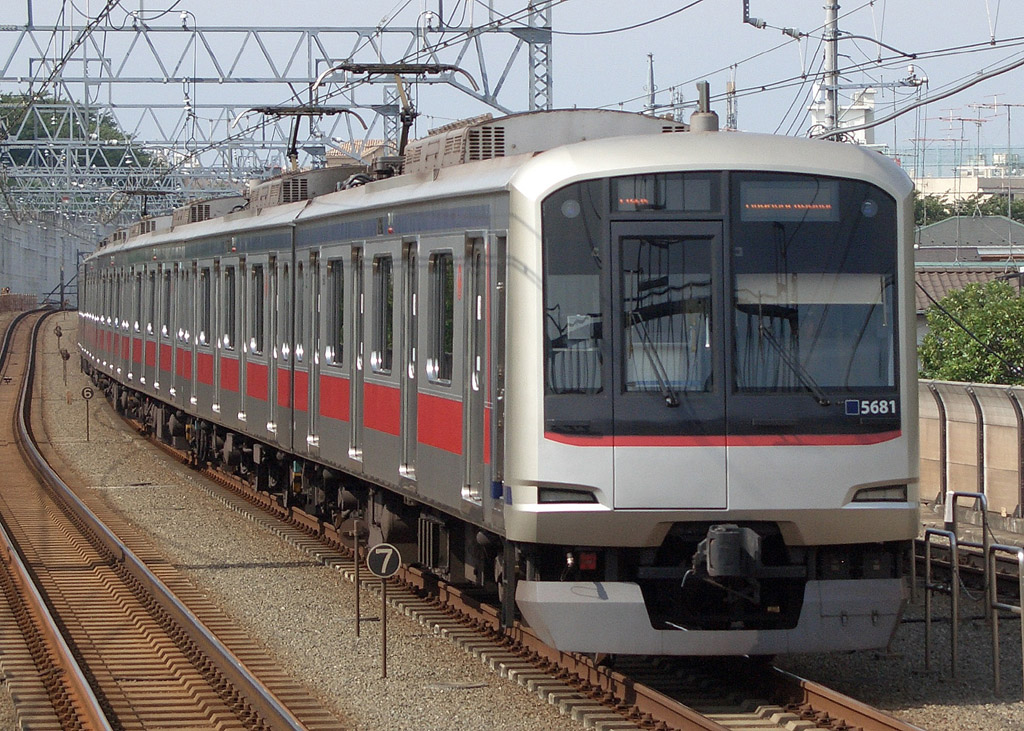
Tōkyū série 5080
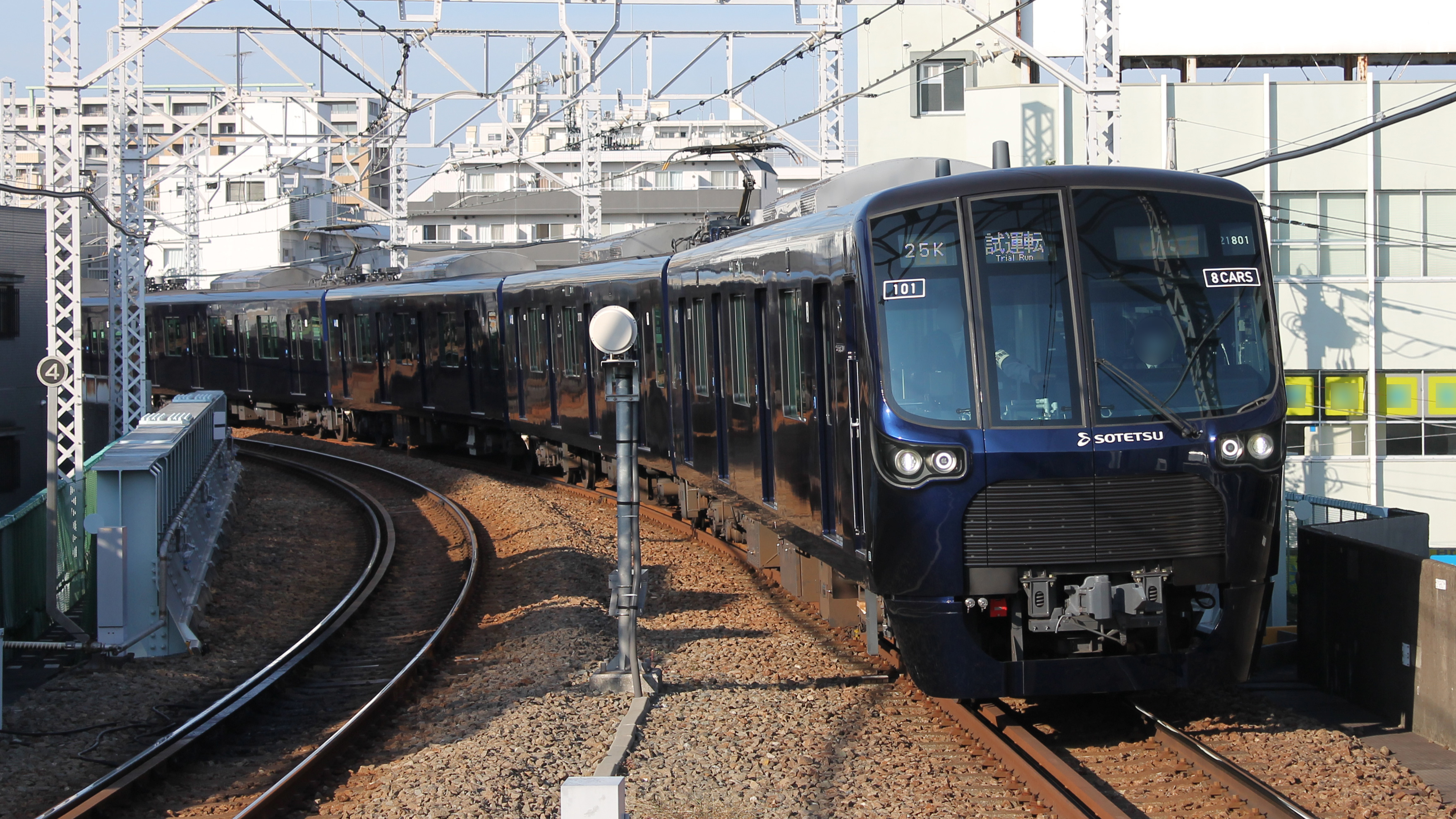
Sotetsu série 21000